# Nowhere Special
Nowhere Special is een internationaal gecoproduceerde dramafilm uit 2020, geschreven, geregisseerd en geproduceerd door Uberto Pasolini . De hoofdrollen zijn voor James Norton en Daniel Lamont, en het verhaal speelt zich af in Noord-Ierland. Het verhaal volgt John, een alleenstaande vader van de 4-jarige Michael, die regelingen moet treffen voor de zorg voor zijn zoon omdat hijzelf terminaal ziek is.
De film ging in wereldpremière op het Filmfestival van Venetië op 10 september 2020 en werd op 16 juli 2021 in de bioscoop uitgebracht in het Verenigd Koninkrijk.

## Cast
- James Norton als John
- Daniel Lamont als Michael
- Eileen O'Higgins als Shona
- Valerie O'Connor als Ella
- Valene Kane als Celia
- Keith McErlean als Philip
- Siobhan McSweeney als Pam
- Chris Corrigan als Gerry
- Niamh McGrady als Lorraine
- Caolan Byrne als Trevor

## Productie
In september 2019 werd aangekondigd dat James Norton zich bij de cast van de film had gevoegd, waarbij Uberto Pasolini regisseerde op basis van een scenario dat hij schreef. Pasolini werd geïnspireerd om het script te schrijven uit een verhaal dat hij las over een terminaal zieke vader die een nieuw gezin voor zijn zoon moest zoeken voordat hij stierf. 
De opnames begonnen in augustus 2019.

## Release
De film ging op 10 september 2020 in wereldpremière op het filmfestival van Venetië. Hij werd op 16 juli 2021 in het Verenigd Koninkrijk uitgebracht in Curzon Cinemas.

## Kritische ontvangst
Op recensie-site Rotten Tomatoes heeft Nowhere Special een goedkeuringsscore van 100% op basis van 30 beoordelingen. 
In 2021 werd James Norton genomineerd voor een British Independent Film Award voor Beste Acteur.